# Список университетов и колледжей Пекина
Эта статья представляет собой список университетов и колледжей Пекина. В китайской столице насчитывается не менее 70 высших учебных заведений. Большинство колледжей и университетов государственные или аффилированные; только некоторые из них являются частными.

## Обозначения
В статье используются следующие обозначения:
- Национальный (МОК): непосредственно под управлением Министерства образования Китая (МОК).
- Национальные (другие): администрируемые другими министерствами.
- Ω (национальные ключевые университеты[англ.]): университеты имеющие высокий уровень поддержки со стороны центрального правительства КНР.
- Муниципальный: государственный университет, управляемый муниципалитетом.
- Частный: частный и финансируемый университет или независимое учебное заведение.

## Список
| Название                                                                          | Китайское название                 | Год  | Тип                   | Примечания                                             |
| --------------------------------------------------------------------------------- | ---------------------------------- | ---- | --------------------- | ------------------------------------------------------ |
| Пекинский университет                                                             | 北京大学                           | 1898 | Национальный (МОК)    | Ω член Лиги С9                                         |
| Китайский народный университет                                                    | 中国人民大学                       | 1937 | Национальный (МОК)    | Ω                                                      |
| Университет Цинхуа                                                                | 清华大学                           | 1911 | Национальный (МОК)    | Ω                                                      |
| Пекинский университет транспорта                                                  | 北京交通大学                       | 1896 | Национальный (МОК)    | Ω                                                      |
| Пекинский технологический университет                                             | 北京工业大学                       | 1960 | Муниципальный         |                                                        |
| Пекинский университет авиации и космонавтики                                      | 北京航空航天大学                   | 1952 | Национальный (другие) | Ω участник «Проекта 985» и «Проекта 211»               |
| Пекинский технологический институт                                                | 北京理工大学                       | 1940 | Национальный (другие) | Ω участник «Проекта 985» и «Проекта 211»               |
| Пекинский научно-технический университет                                          | 北京科技大学                       | 1952 | Национальный (МОК)    | Ω                                                      |
| Северо-Китайский технологический университет                                      | 北方工业大学                       | 1947 | Муниципальный         |                                                        |
| Пекинский химико-технологический университет                                      | 北京化工大学                       | 1958 | Национальный (МОК)    | Ω                                                      |
| Пекинский университет технологий и бизнеса                                        | 北京工商大学                       | 1950 | Муниципальный         |                                                        |
| Пекинский институт моды и технологий                                              | 北京服装学院                       | 1959 | Муниципальный         |                                                        |
| Пекинский университет почты и телекоммуникаций                                    | 北京邮电大学                       | 1955 | Национальный (МОК)    | Ω                                                      |
| Пекинский институт графической коммуникации                                       | 北京印刷学院                       | 1958 | Муниципальный         |                                                        |
| Пекинский университет гражданского строительства и архитектуры                    | 北京建筑大学                       | 1936 | Муниципальный         |                                                        |
| Пекинский институт нефтехимических технологий                                     | 北京石油化工学院                   | 1978 | Муниципальный         |                                                        |
| Пекинский институт электронных наук и технологий                                  | 北京电子科技学院                   | 1947 | Национальный (другие) |                                                        |
| Китайский сельскохозяйственный университет                                        | 中国农业大学                       | 1905 | Национальный (МОК)    | Ω                                                      |
| Пекинский сельскохозяйственный колледж                                            | 北京农学院                         | 1956 | Муниципальный         | участник «Проекта 211»                                 |
| Пекинский лесотехнический университет                                             | 北京林业大学                       | 1952 | Национальный (МОК)    | Ω участник «Проекта 211»                               |
| Пекинский объединённый медицинский колледж                                        | 北京协和医学院                     | 1917 | Национальный (другие) | Ω участник «Проекта 211»                               |
| Столичный университет медицинских наук                                            | 首都医科大学                       | 1960 | Муниципальный         |                                                        |
| Пекинский университет китайской медицины                                          | 北京中医药大学                     | 1956 | Национальный (МОК)    | Ω                                                      |
| Пекинский педагогический университет                                              | 北京师范大学                       | 1902 | Национальный (МОК)    | Ω                                                      |
| Столичный педагогический университет                                              | 首都师范大学                       | 1954 | Муниципальный         |                                                        |
| Столичный университет физического воспитания и спорта                             | 首都体育学院                       | 1956 | Муниципальный         |                                                        |
| Пекинский университет иностранных языков                                          | 北京外国语大学                     | 1941 | Национальный (МОК)    | Ω                                                      |
| Второй пекинский институт иностранных языков                                      | 北京第二外国语学院                 | 1964 | Муниципальный         |                                                        |
| Пекинский университет языка и культуры                                            | 北京语言大学                       | 1962 | Национальный (МОК)    | Ω                                                      |
| Китайский университет связи                                                       | 中国传媒大学                       | 1954 | Национальный (МОК)    |                                                        |
| Центральный финансово-экономический университет                                   | 中央财经大学                       | 1949 | Национальный (МОК)    | Ω                                                      |
| Университет международного бизнеса и экономики                                    | 对外经济贸易大学                   | 1951 | Национальный (МОК)    | Ω                                                      |
| Пекинский университет материалов                                                  | 北京物资学院                       | 1980 | Муниципальный         |                                                        |
| Столичный университет экономики и бизнеса                                         | 首都经济贸易大学                   | 1956 | Муниципальный         |                                                        |
| Дипломатическая академия                                                          | 外交学院                           | 1955 | Национальный (другие) |                                                        |
| Китайский народный университет общественной безопасности                          | 中国人民公安大学                   | 1948 | Национальный (другие) | считается лучшей полицейской академией КНР             |
| Университет международных отношений                                               | 国际关系学院                       | 1949 | Национальный (МОК)    | Ω неофициально считается вузом МОБ КНР                 |
| Пекинский спортивный университет                                                  | 北京体育大学                       | 1953 | Национальный (другие) | Ω участник «Проекта 211»                               |
| Центральная музыкальная консерватория                                             | 中央音乐学院                       | 1950 | Национальный (МОК)    | Ω                                                      |
| Китайская музыкальная консерватория                                               | 中国音乐学院                       | 1964 | Муниципальный         |                                                        |
| Центральная академия изобразительных искусств                                     | 中央美术学院                       | 1918 | Национальный (МОК)    |                                                        |
| Центральная академия драмы                                                        | 中央戏剧学院                       | 1950 | Национальный (МОК)    |                                                        |
| Национальная академия китайского театрального искусства                           | 中国戏曲学院                       | 1950 | Муниципальный         |                                                        |
| Пекинская киноакадемия                                                            | 北京电影学院                       | 1950 | Муниципальный         |                                                        |
| Пекинская академия танца                                                          | 北京舞蹈学院                       | 1954 | Муниципальный         |                                                        |
| Китайский университет Миньцзу                                                     | 中央民族大学                       | 1941 | Национальный (другие) | Ω предназначен для этнических меньшинств Китая         |
| Китайский университет политических наук и права                                   | 中国政法大学                       | 1952 | Национальный (МОК)    | Ω участник «Проекта 211» и «Проекта 985»               |
| Северо-Китайский энергетический университет                                       | 华北电力大学                       | 1958 | Национальный (МОК)    | Ω участник «Проекта 211»                               |
| Китайский женский университет                                                     | 中华女子学院                       | 1949 | Национальный (другие) |                                                        |
| Пекинский университет информационных наук и технологий                            | 北京信息科技大学                   | 1937 | Муниципальный         |                                                        |
| Китайский горно-технологический университет                                       | 中国矿业大学（北京）               | 1909 | Национальный (МОК)    | Ω часть Китайского горно-технологического университета |
| Китайский нефтяной университет                                                    | 中国石油大学（北京）               | 1953 | Национальный (МОК)    | Ω часть Китайского нефтяного университета              |
| Китайский геологический университет                                               | 中国地质大学（北京）               | 1952 | Национальный (МОК)    | Ω                                                      |
| Пекинский объединённый университет                                                | 北京联合大学                       | 1985 | Муниципальный         |                                                        |
| Пекинский городской университет                                                   | 北京城市学院                       | 1984 | Частный               |                                                        |
| Китайский молодёжный университет политических наук                                | 中国青年政治学院                   | 1985 | Национальный (другие) |                                                        |
| Технологический институт Шоуган                                                   | 首钢工学院                         | 1978 | Муниципальный         |                                                        |
| Китайский институт производственных отношений                                     | 中国劳动关系学院                   | 1946 | Национальный (другие) |                                                        |
| Пекинский университет Цзили                                                       | 北京吉利学院                       | 2000 | Частный               | связан с Zhejiang Geely Holding Group Co., Ltd         |
| Кеде-колледж Столичного педагогического университета                              | 首都师范大学科德学院               |      | Частный               |                                                        |
| Канвард-колледж Пекинского университета технологий и бизнеса                      | 北京工商大学嘉华学院               |      | Частный               |                                                        |
| Сенчури-колледж Пекинского университета почты и телекоммуникаций                  | 北京邮电大学世纪学院               |      | Частный               |                                                        |
| Институт Гэндань Institute Пекинского технологического университета               | 北京工业大学耿丹学院               |      | Частный               |                                                        |
| Пекинский колледж народной полиции                                                | 北京警察学院                       | 1949 | Муниципальный         |                                                        |
| Пекинский институт гостеприимства Второго пекинского института иностранных языков | 北京第二外国语学院中瑞酒店管理学院 |      | Частный               |                                                        |
| Университет Китайской академии наук                                               | 中国科学院大学                     | 1978 | Национальный (другие) |                                                        |
| Университет Китайской академии общественных наук                                  | 中国社会科学院大学                 |      | Национальный (другие) |                                                        |

## Другие
- Пекинский международный китайский колледж (北京国际汉语学院)[1], основан в 2005 году, занимается международным продвижением китайского языка (обучение иностранных студентов китайскому языку, обучение преподаванию китайского языка как иностранного), член 8-го Совета Международного общества по преподаванию китайского языка.
- Центральная академия искусств и дизайна (中央工艺美术学院). С 1999 года Академия искусств и дизайна Университета Цинхуа.
- Центральная школа Пекина (фр. École Centrale de Pékin, ECPk), китайско-французская инженерная школа, созданная в 2005 году Пекинским университетом авиации и космонавтики и французским альянсом Ecoles Centrales Group[фр.].
- Пекинский медицинский университет. С 2000 года медицинская школа при Пекинском университете.
- Яньцзинский университет. В 1952 году реорганизован и в основном объединён с Пекинским университетом, некоторые из отделений вошли в Университет Цинхуа и Китайский народный университет.